# Меровей
Мерове́й (або Меровіг) — легендарний вождь франків, правив приблизно протягом 447/448 — 457/458 років. Син або родич Хлодіона. Попри те, що деякі історики сумніваються, чи існував він насправді, важливо те, що саме цьому напівлегендарному королю подальша історія завдячує найменуванням першої династії салічних франків — Меровінгів. Королі з цього роду ніколи не заперечували існування Меровея й пишалися тим, що вели свій рід від нього.

## Згадка в джерелах і походження імені
Історичні джерела практично не дають ніякої інформації про Меровея. Про нього розповідають лише кілька хронік — «Хроніка» Фредегара, «Книга історії франків» та «Історія франків» Григорія Турського.
Григорій Турський — хронікер, який жив найближче до зазначеного відрізку часу, у своїй праці «Історія франків», яку він написав у VI столітті, досить коротко згадує про Меровея:"Кажуть, що з цього ж роду (тобто роду Хлодіона) походив і король Меровей, у якого був син Хільдерік ". Видно, що Григорій просто констатує факт, що Меровей і Хлодіон були з одного роду, не уточнюючи, чи був Меровей сином Хлодіона.
Анонімний автор «Книги історії франків», що жив у VIII столітті, здебільшого повторює те, що написав Григорій Турський, але разом з тим відзначає, що Меровей безпосередньо слідував за Хлодіоном, і що саме йому першу франкська династія завдячує своєю назвою: «зрештою Хлодіон помер після 20-річного правління, і Меровей, який походив з того ж роду, став правити державою.» Далі він, як і Григорій приписує йому батьківство над Хільдеріком I-им:"Цей Меровей зачав сина Хільдеріка, який, своєю чергою, став батьком знаменитого і відважного короля Хлодвіга ".' '
Про те, що Меровей — особистість містична, свідчать перекази, які стверджували, що він був плодом протиприродного союзу жінки з морським чудовиськом. Цей переказ, що, мабуть, існував здавна, записав у VII столітті літописець Фредегар:"Стверджують, що, коли Хлодіон влітку зупинився на березі моря, опівдні його дружиною, що вирушила на море купатися, оволодів звір Нептун, схожий на квінотавра (кентавра). Згодом, завагітнівши чи то від звіра, чи то від людини, вона народила сина Меровея, і за ним потім франкські королі стали називатися Меровінгами ".

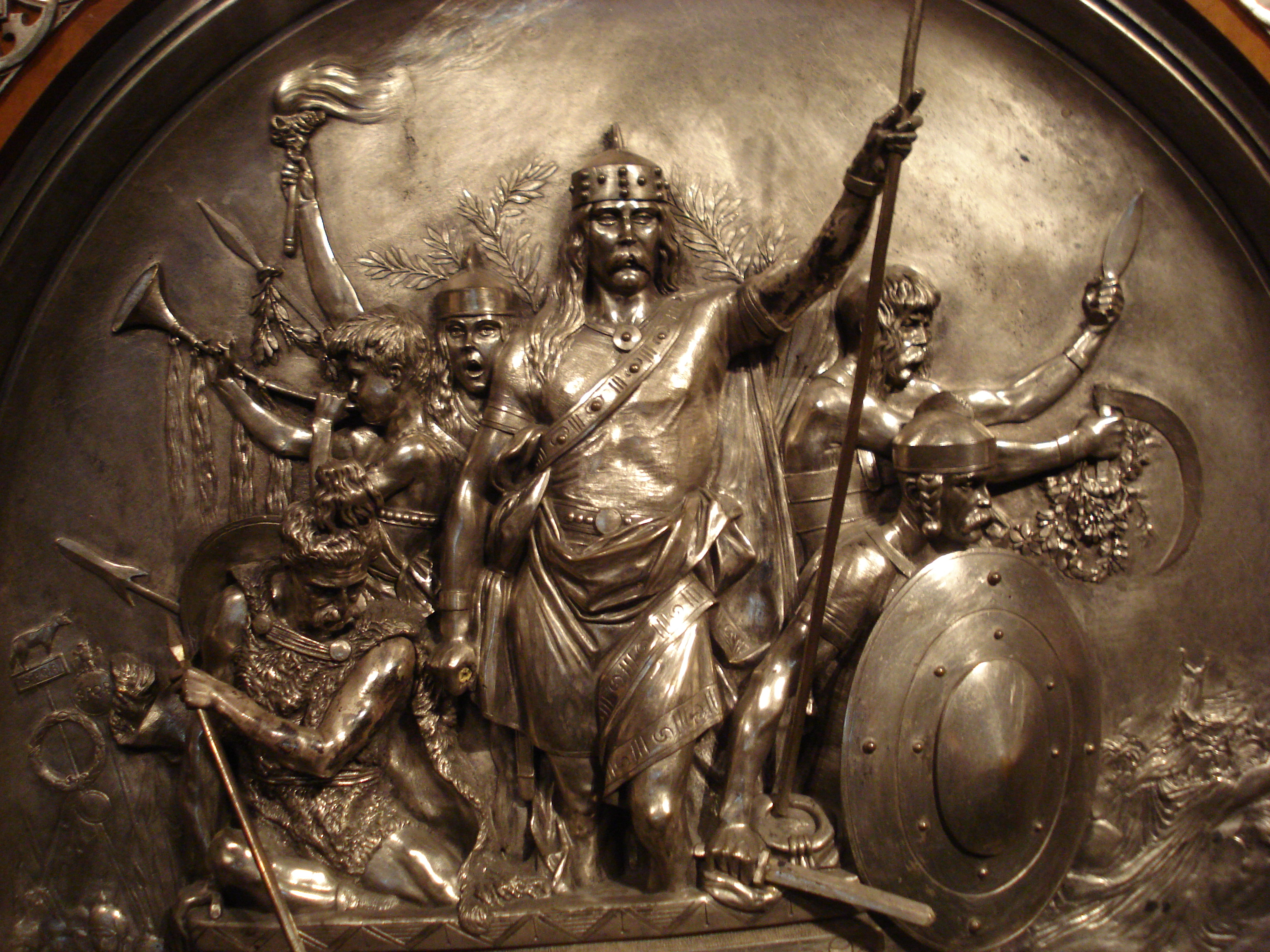
Скульптурна композиція зображає Меровея, що переміг у битві. Посріблена латунь. Скульптор Е. Фремо. 1867 рік

Цілком ймовірно, ця казка належить до числа етимологічних легенд і являє собою спробу пояснити ім'я «Меровей». Початок імені може означати «море» (фр. mer, нім. meer). Закінчення імені на -wig/weg/veus може бути пов'язане якимось чином зі словами «подорож», «дорога» (наприклад, нім. weg перекладається як «далечінь», або навіть у сучасному англ. way — це «шлях», «дорога»). Якщо стати на цю точку зору, то ім'я Меровіга або Меровея може перекладається як «вийшов з моря» або навіть «народжений морем». Інший варіант перекладу імені — це якщо взяти за основу давньогерманське слово «wiht», що перекладається як «жива істота» або «демон», співзвучне із застарілим англ. словом «wight» (яке означає людину або людиноподібну істоту)[джерело?]. У цьому разі галло-римські хроністи могли сприйняти ім'я Меровіг як таке, що має стосунок до якоїсь морської істоти. Тобто саме ім'я короля могло стати основою для легенди про його незвичайне походження.
Сучасні етимологи припускають, що, швидше за все, його ім'я означає латинізовану форму, близьку до давньогерманського імені Marwig, що означає «Знаменитий у бою» (māri«знаменитий»+wīg«боротьба»)
Частина істориків прийшла до висновку, що Меровей насправді був зятем Хлодіона. Наводиться навіть ім'я його дружини — Хлодосвінта. Це, нібито, пояснює, чому саме Меровея, а не Хлодіона приймали за родоначальника династії.

## Битва на Каталаунських полях

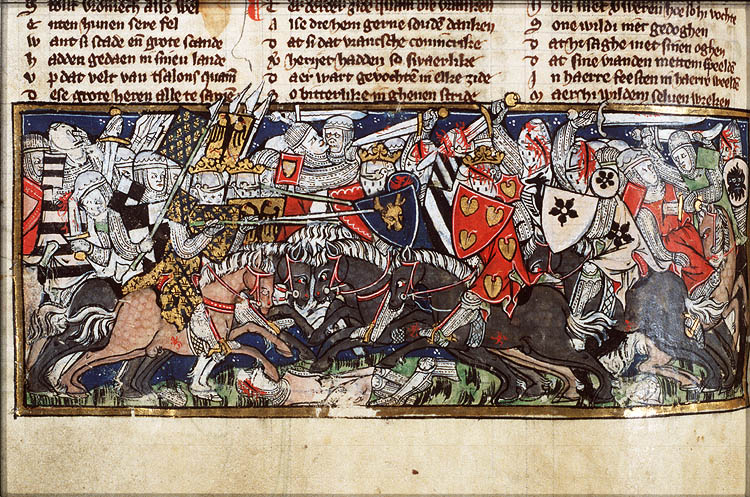
Битва при Каталаунских полях. Середньовічна мініатюра.

Правління Меровея збіглось з навалою гунів на Галлію. 7 квітня 451 року гуни захопили і зруйнували Мец; впали також міста Трір, Кельн, Реймс, Тонгерен, Труа. Аттіла підійшов до Орлеана в центрі Галлії й, можливо, осадив його. 14 червня, в критичний момент, на допомогу Орлеану підійшли з'єднані армії римського полководця Аеція і короля вестготів Теодоріха. На боці римсько-вестготської коаліції виступили й франки під командуванням свого короля. Жоден хроніст не називає імені цього короля.

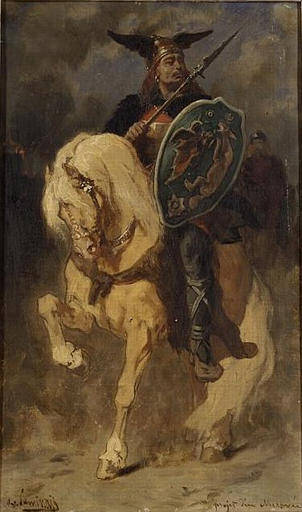
Меровей

Аттіла відійшов на Каталаунські поля (більше 200 км на схід від Орлеана), перейшовши на правий берег Сени, ймовірно, в місті Труа. На північ від Труа на великій рівнині у сучасній провінції Шампань відбулася генеральна битва, точне місце й дата якої залишилися невідомі. Історики припускають, що це відбулось десь від кінця червня до початку липня 451 року. Цікаво, що саме франки виступили ініціаторами цієї битви, зіткнувшись вночі напередодні битви з гепідами, союзниками гунів. Мабуть, цих франків було не мало, тому що в цьому нічному бою, за словами Йордану, полягло 15 000 франків і гепідів.
Головний бій розгорнувся вже вдень. У результаті грандіозної бійні обидві сторони зазнали тяжких втрат (Йордан говорить про 165 тисяч загиблих, інші хронікери називають ще більшу цифру — до 300 тисяч); загинув також і король Теодоріх. Мабуть, військо Аттіли зазнало істотнішої шкоди, оскільки наступного дня він замкнувся в укріпленому таборі, оточивши себе з усіх сторін возами. Ініціатива перейшла до рук римсько-вестготській коаліції. Попри це Торісмунд, якого заново обрали королем вестготів, перший повів свою армію з поля бою до Тулузи, побоюючись, що його брати, за його відсутності зможуть захопити батьківський престол. Розповідають, що так вчинити порадив йому Аецій, який не бажав надмірного посилення вестготів у разі їхньої повної перемоги над гунами. Під подібним приводом він виманив з поля бою і короля франків.
Багато істориків сходяться на думці, що саме Меровей міг вести франків у бій у битві на Каталаунських полях. Завдяки союзу з Аецієм і перемозі над Аттілою, франки остаточно влаштувалися в Галлії. Можливо це ще одна причина, чому ім'я династії Меровінгів пішло від імені цього короля: франкські королі називали себе так на честь того, хто дав своєму народу ці нові території.
Меровей правив близько 10 років, а після його смерті спадкоємцем став Хільдерік I.

### Історичні карти
- Варвари
- Європа в 400 році
- Європа в 500 році

| Династія Меровінгів |                                                |                        |
| Попередник: Хлодіон | король салічних франків біля 447/448 — 457/458 | Наступник: Хільдерик I |